# Hermann Friling
Hermann Friling (* 23. August 1867 in Köln; † 21. August 1940 in Berlin) war ein deutscher Maler, Illustrator, Kunstgewerbler und Innenarchitekt.

## Leben und Wirken
Nach einem Studium an der Unterrichtsanstalt des Königlichen Kunstgewerbemuseums in Berlin blieb er in Berlin wohnhaft. Er war auf einem breiten Feld künstlerisch als Vertreter des Jugendstils wirksam. Neben Gemälden stammen von ihm Entwürfe für Zimmereinrichtungen, Keramik und Metallgegenstände (insbesondere für die Osiris-Metallwarenfabrik für Kleinkunst). Seine dekorativen Vorlagen wurden vor allem durch Mappenwerke bekannt, die im Verlag Bruno Hessling in Berlin erschienen sind. Friling war nicht nur ein bekannter Modelleur, Maler und Illustrator, er entwarf beispielsweise auch 1902 ein Service mit dem Namen „Hertha“ für den Porzellanhersteller Rosenthal.
Seine letzte Ruhestätte fand er auf dem Südwestkirchhof Stahnsdorf.

## Werke (Auswahl)
- Entwürfe im allen modernen Stylarten (= Ornamentale Decorations-Motive. 2. Serie). Hessling & Spielmeyer, Berlin / New York 1880, OCLC 729933362 (digital.wlb-stuttgart.de).
- Moderne Flachornamente entwickelt aus dem Pflanzen- und Thierreich: Ideen für textiles Musterzeichnen und decorative Malereien aller Art … entworfen von H. Friling. Band 1. Bruno Hessling, Berlin 1897, OCLC 162793876.
- Flächenschmuck im Stile Louis XVI. und des Empire sowie der neuzeitlichen Richtung … Hessling, Berlin 1905, OCLC 175039714.

Illustrationen
- Robert Hannesen, Hanns Heinz Ewers: Wie die Alten sungen, so zwitschern die Jungen! Bilder aus dem Kinderleben. Mit Illustrationen von Hermann Friling. Globus, Berlin 1905, OCLC 250054722.